# Martin Herem
Martin Herem, né le 17 décembre 1973 à Tallinn, est un général estonien. Il est l'actuel commandant des forces de défense estoniennes depuis 2018.
Il entre en service en 1992. De 2013 à 2016, il commande l'Académie militaire estonienne, et de 2016 à 2018, il occupe le poste de chef d'état-major du quartier général des forces de défense estoniennes (en). Martin Herem est l'un des membres refondateurs de la Ligue de défense estonienne en 1990.
Le 24 janvier 2023, Martin Herem est promu au grade de général.
Martin Herem devient commandant des forces de défense estoniennes en décembre 2018. Son mandat est prolongé de deux ans en octobre 2022, dans l'intérêt de la stabilité dans le contexte de l'invasion russe de l'Ukraine. Le 16 janvier 2024, il annonce son intention de démissionner de son poste à l'été 2024, qualifiant la situation de suffisamment stable pour un changement de direction, ce qui pourrait ne pas être le cas à la fin de son mandat dans deux ans.